# Rówce
Rówce [pronunciación en polaco: /ˈruft͡sɛ/] es un pueblo ubicado en el distrito administrativo de Gmina Zbuczyn, dentro del condado de Siedlce, Voivodato de Mazovia, en el centro-este de Polonia. Se encuentra a unos 3 kilómetros al suroeste de Zbuczyn, a 15 kilómetros al sureste de Siedlce, y a 98 kilómetros al este de Varsovia.
El pueblo tiene una población de 215 habitantes.